# ポジターノ
ポジターノ（イタリア語: Positano）は、イタリア共和国カンパニア州サレルノ県にある、人口約3,900人の基礎自治体（コムーネ）。アマルフィ海岸の西端にあたる。

## 地理

### 位置・広がり
サレルノ県北西部、アマルフィ海岸に位置するコムーネで、サレルノ県の西端にあたる。ソレント半島の南岸で、サレルノ湾に面する。アマルフィ海岸は、ポジターノより東、アマルフィを経てヴィエトリ・スル・マーレに至る一帯を指す。

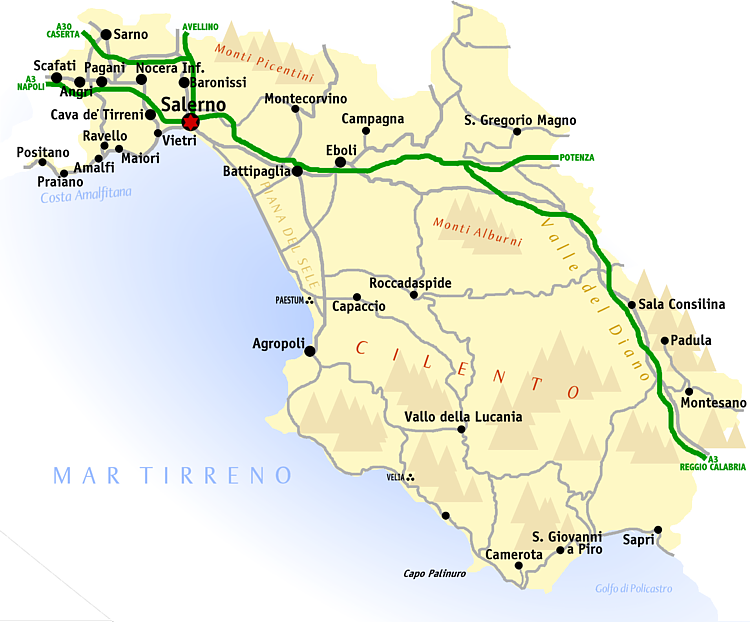
サレルノ県概略図

#### 隣接コムーネ
隣接するコムーネは以下の通り。NAはナポリ県所属を示す。
- ピモンテ (NA) - 北東
- アジェーロラ (NA) - 東
- プライアーノ - 南東
- ヴィーコ・エクエンセ (NA) - 北西

## 歴史
1953年、アメリカの小説家で劇作家のジョン・スタインベックがこの地を訪れ、雑誌に紹介した。これをきっかけに、アメリカやヨーロッパの有名人らが休暇を過ごすために訪問するようになる。高級リゾート地として欧州では有名。

## 産業
サンダルの工房が多数存在する。

## 文化・観光
「スローシティ」加盟都市である。